# Grande Prêmio dos Países Baixos de 1980
Resultados do Grande Prêmio dos Países Baixos de Fórmula 1 realizado em Zandvoort em 31 de agosto de 1980. Décima primeira etapa da temporada, foi vencido pelo brasileiro Nelson Piquet, da Brabham-Ford.

## Resumɒ

### Grid completo em Zandvoort
A convalescença de Jochen Mass em razão do acidente sofrido no Grande Prêmio da Áustria influenciou a composição do grid neerlandês, a começar pela decisão da Tyrrell em ceder os talentos de Mike Thackwell à Arrows como substituto de Mass enquanto Geoff Lees foi inscrito para guiar um segundo Ensign e a Alfa Romeo recontratou Vittorio Brambilla como substituto do finado Patrick Depailler, encerrando um ciclo de duas provas onde a equipe italiana era defendida apenas por Bruno Giacomelli e por fim a Lotus manteve a tríade que correu na Áustria. Deste modo os treinos no Circuito de Zandvoort serão disputados por vinte e oito pilotos em busca de vinte e quatro vagas disponíveis.
Calouros ou veteranos, ninguém exibia as credenciais de Jan Lammers, único neerlandês entre os contendores. Piloto da Ensign, ele nasceu na cidade de Zandvoort e era saudado pelos torcedores que agitavam o pavilhão nacional em sua honra e como se não bastasse tal respaldo, ele corria em propriedade familiar, afinal era genro do proprietário do circuito. Euforia à parte, a sexta-feira foi bem agitada nos Países Baixos devido ao acidente de John Watson, que perdeu os freios de sua McLaren no final da reta, passou direto pela curva Tarzan e bateu, resultando em dores na cabeça e na barriga. Alan Jones também ficou sem freios quando a Williams fez a curva Hunzerung antes de travar o acelerador e espatifar o carro, sem falar em um acidente de Keke Rosberg com a Fittipaldi.
Quanto aos treinos de sexta-feira tivemos dois carros da Renault na primeira fila com René Arnoux e Jean-Pierre Jabouille, a segunda ocupada pelas Williams de Carlos Reutemann e Alan Jones com Nelson Piquet em quinto pela Brabham, quase emulando os treinos iniciais do Grande Prêmio da Áustria há uma semana.

### Renault mantém primeira fila
O sábado começou sob chuva no Circuito de Zandvoort e a ameaça da mesma persistiu durante o dia, mas o treino derradeiro aconteceu em pista seca. Nele Emerson Fittipaldi subiu para o vigésimo primeiro lugar, quatro postos em relação ao dia anterior, embora o clima na Fittipaldi fosse também de perda devido a não classificação de Keke Rosberg. Os primeiros lugares mantiveram-se inalterados e a Renault confirmou a pole position de René Arnoux e o segundo lugar de Jean-Pierre Jabouille. Nas vagas seguintes mantiveram-se as Williams de Carlos Reutemann e Alan Jones enquanto a Brabham de Nelson Piquet acomodou-se na terceira fila ao lado da Ligier de Jacques Laffite. Além do supracitado Keke Rosberg, três outros competidores não se classificaramː Rupert Keegan em sua Williams comprada pela RAM Racing, Jan Lammers que frustrou a torcida neerlandesa a bordo da  Ensign e o jovem Mike Thackwell, da Arrows.

### Vitória redentora de Piquet
Embora os motores turbo da Renault fossem mais potentes, alguns instantes de inércia bastaram para a Williams de Alan Jones assumir a liderança após a largada tendo René Arnoux em segundo à frente de um sexteto formado por Jacques Laffite, Carlos Reutemann, Jean-Pierre Jabouille e Nelson Piquet. Entretanto a sorte do australiano foi pelos ares no giro seguinte quando a minissaia lateral direita de seu carro foi danificada ao passar sobre uma zebra e este fato obrigou Jones a ir para os boxes, mas não sem antes reunir seus perseguidores entregando o primeiro lugar a Arnoux antes deste ser "engolido" por Laffite. Outro que teve um início ruim de prova foi Reutemann, ultrapassado por Jabouille, Villeneuve e Piquet caindo para o sexto lugar na terceira volta. Gilles Villeneuve e Nelson Piquet despacharam Jean-Pierre Jabouille subindo, respectivamente, para terceiro e quarto com Bruno Giacomelli adiante de Carlos Reutemann no sexto giro. Ao longo das voltas seguintes destacou-se a volição de Nelson Piquet ao superar Villeneuve e Arnoux (não obstante a potência da Renault no retão de Zandvoort), mas o grande momento da prova ocorreu na décima terceira passagem quando o brasileiro tomou a liderança de Jacques Laffite na freada da curva Tarzan.
A pilotagem esmerada de Nelson Piquet tornou possível sua ascensão ao primeiro lugar e a partir de então o brasileiro estendeu sua vantagem sobre os rivais e consolidou sua liderança, seguido por um Jacques Laffite conformado com o segundo lugar, mas atrás deles houve certa emoção quando Bruno Giacomelli assumiu o terceiro lugar ao superar René Arnoux e Mario Andretti subiu para quinto ao superar Carlos Reutemann após embirrar por algumas voltas. Um erro de Giacomelli, contudo, o fez rodar e despencar para sétimo em seu retorno ao asfalto, atrás da Tyrrell de Jean-Pierre Jarier, onde o italiano da Alfa Romeo permaneceu até a volta cinquenta e oito quando um acidente o eliminou da contenda. Ato contínuo, o grupo dos seis manteve-se inalterado, a não ser pelo fato de Reutemann ter superado Andretti, quinto colocado adiante de Jarier. 
Em meio a uma tarde previsível, os 50 mil espectadores e o público que acompanhava a prova pela TV tomaram um susto na volta sessenta quando a Tyrrell de Derek Daly quebrou a suspensão e passou reto pela curva Tarzan atravessando a área de escape exigindo o máximo dos freios antes de chocar-se com a barreira de pneus a 272 km/h, voar e cair no chão. "Percebi que ia ocorrer o choque e encolhi minhas pernas antes. Foi muita sorte, pois toda a frente do carro ficou danificada", explicou Daly aos jornalistas algum tempo após ser resgatado pelos fiscais de pista e sobrelevar o torpor inicial restando-lhe apenas um corte na perna. Enquanto isso Piquet caminhava rumo à vitória enquanto novas alterações ocorriamː Mário Andretti parou por falta de gasolina a duas voltas para o final do Grande Prêmio e no mesmo instante René Arnoux acelerou a Renault tomou o segundo posto de Jacques Laffite em sua Ligier cruzando a linha de chegada meio segundo à frente de seu compatriota. Próximo aos dois franceses chegou a Williams de Carlos Reutemann e uma volta depois Jean-Pierre Jarier levou sua Tyrrell ao quinto lugar com a McLaren de Alain Prost em sexto.
Vencedor da prova com treze segundos de vantagem sobre Arnoux e Laffite, o triunfo de Nelson Piquet foi reconhecido pelos companheiros de pódioː "Piquet estava simplesmente invencível. Ninguém nessa corrida conseguiria superá-lo", disse René Arnoux ao final da porfia. "Era o dia dele. Guiou como mestre, sem um erro, sem a menor complicação, do princípio ao fim. Quando me passou era a coisa mais natural do mundo. Nem pensei em luta. Vi logo que não adiantaria mesmo", completou Jacques Laffite. Graças ao triunfo nos Países Baixos, Nelson Piquet chegou aos 45 pontos contra os 47 pontos de Alan Jones, líder do certame e que finalizou a prova três voltas atrás de seu rival da Brabham. No mundial de construtores a Williams ostenta uma liderança de 80 pontos e está às vésperas de um título inédito.

## Classificação

### Treinos
| Pos.   | Nº | Piloto                | Construtor      | Tempo   | Dif.   |
| ------ | -- | --------------------- | --------------- | ------- | ------ |
| 1      | 16 | René Arnoux           | Renault         | 1:17.44 | -      |
| 2      | 15 | Jean-Pierre Jabouille | Renault         | 1:17.74 | + 0.30 |
| 3      | 28 | Carlos Reutemann      | Williams-Ford   | 1:17.81 | + 0.37 |
| 4      | 27 | Alan Jones            | Williams-Ford   | 1:17.82 | + 0.38 |
| 5      | 5  | Nelson Piquet         | Brabham-Ford    | 1:17.85 | + 0.41 |
| 6      | 26 | Jacques Laffite       | Ligier-Ford     | 1:18.15 | + 0.71 |
| 7      | 2  | Gilles Villeneuve     | Ferrari         | 1:18.40 | + 0.96 |
| 8      | 23 | Bruno Giacomelli      | Alfa Romeo      | 1:18.52 | + 1.08 |
| 9      | 7  | John Watson           | McLaren-Ford    | 1:18.53 | + 1.09 |
| 10     | 11 | Mario Andretti        | Lotus-Ford      | 1:18.60 | + 1.16 |
| 11     | 12 | Elio de Angelis       | Lotus-Ford      | 1:18.74 | + 1.30 |
| 12     | 1  | Jody Scheckter        | Ferrari         | 1:18.87 | + 1.43 |
| 13     | 6  | Hector Rebaque        | Brabham-Ford    | 1:18.89 | + 1.45 |
| 14     | 29 | Riccardo Patrese      | Arrows-Ford     | 1:18.90 | + 1.46 |
| 15     | 25 | Didier Pironi         | Ligier-Ford     | 1:18.94 | + 1.50 |
| 16     | 43 | Nigel Mansell         | Lotus-Ford      | 1:18.97 | + 1.53 |
| 17     | 3  | Jean-Pierre Jarier    | Tyrrell-Ford    | 1:18.98 | + 1.54 |
| 18     | 8  | Alain Prost           | McLaren-Ford    | 1:19.07 | + 1.63 |
| 19     | 31 | Eddie Cheever         | Osella-Ford     | 1:19.38 | + 1.94 |
| 20     | 9  | Marc Surer            | ATS-Ford        | 1:19.44 | + 2.00 |
| 21     | 20 | Emerson Fittipaldi    | Fittipaldi-Ford | 1:19.57 | + 2.13 |
| 22     | 22 | Vittorio Brambilla    | Alfa Romeo      | 1:19.60 | + 2.16 |
| 23     | 4  | Derek Daly            | Tyrrell-Ford    | 1:19.68 | + 2.24 |
| 24     | 41 | Geoff Lees            | Ensign-Ford     | 1:19.72 | + 2.28 |
| 25     | 50 | Rupert Keegan         | Williams-Ford   | 1:19.96 | + 2.52 |
| 26     | 14 | Jan Lammers           | Ensign-Ford     | 1:20.11 | + 2.67 |
| 27     | 30 | Mike Thackwell        | Arrows-Ford     | 1:20.22 | + 2.78 |
| 28     | 21 | Keke Rosberg          | Fittipaldi-Ford | 1:20.33 | + 2.89 |
| Fonte: |    |                       |                 |         |        |

### Corrida
| Pos.   | Nº | Piloto                | Construtor      | Voltas | Tempo/Diferença  | Grid | Pontos |
| ------ | -- | --------------------- | --------------- | ------ | ---------------- | ---- | ------ |
| 1      | 5  | Nelson Piquet         | Brabham-Ford    | 72     | 1:38:13.83       | 5    | 9      |
| 2      | 16 | René Arnoux           | Renault         | 72     | + 12.93          | 1    | 6      |
| 3      | 26 | Jacques Laffite       | Ligier-Ford     | 72     | + 13.43          | 6    | 4      |
| 4      | 28 | Carlos Reutemann      | Williams-Ford   | 72     | + 15.29          | 3    | 3      |
| 5      | 3  | Jean-Pierre Jarier    | Tyrrell-Ford    | 72     | + 1:00.02        | 17   | 2      |
| 6      | 8  | Alain Prost           | McLaren-Ford    | 72     | + 1:22.62        | 18   | 1      |
| 7      | 2  | Gilles Villeneuve     | Ferrari         | 71     | + 1 volta        | 7    |        |
| 8      | 11 | Mario Andretti        | Lotus-Ford      | 70     | Pane seca        | 10   |        |
| 9      | 1  | Jody Scheckter        | Ferrari         | 70     | + 2 voltas       | 12   |        |
| 10     | 9  | Marc Surer            | ATS-Ford        | 69     | + 3 voltas       | 20   |        |
| 11     | 27 | Alan Jones            | Williams-Ford   | 69     | + 3 voltas       | 4    |        |
| Ret    | 4  | Derek Daly            | Tyrrell-Ford    | 60     | Freios           | 23   |        |
| Ret    | 23 | Bruno Giacomelli      | Alfa Romeo      | 58     | Acidente         | 8    |        |
| Ret    | 31 | Eddie Cheever         | Osella-Ford     | 38     | Motor            | 19   |        |
| Ret    | 29 | Riccardo Patrese      | Arrows-Ford     | 29     | Motor            | 14   |        |
| Ret    | 15 | Jean-Pierre Jabouille | Renault         | 23     | Handling         | 2    |        |
| Ret    | 22 | Vittorio Brambilla    | Alfa Romeo      | 21     | Acidente         | 22   |        |
| Ret    | 41 | Geoff Lees            | Ensign-Ford     | 21     | Acidente         | 24   |        |
| Ret    | 7  | John Watson           | McLaren-Ford    | 18     | Motor            | 9    |        |
| Ret    | 20 | Emerson Fittipaldi    | Fittipaldi-Ford | 16     | Freios           | 21   |        |
| Ret    | 43 | Nigel Mansell         | Lotus-Ford      | 15     | Freios           | 16   |        |
| Ret    | 12 | Elio de Angelis       | Lotus-Ford      | 2      | Acidente         | 11   |        |
| Ret    | 25 | Didier Pironi         | Ligier-Ford     | 2      | Acidente         | 15   |        |
| Ret    | 6  | Hector Rebaque        | Brabham-Ford    | 1      | Câmbio           | 13   |        |
| DNQ    | 50 | Rupert Keegan         | Williams-Ford   |        |                  |      |        |
| DNQ    | 14 | Jan Lammers           | Ensign-Ford     |        |                  |      |        |
| DNQ    | 30 | Mike Thackwell        | Arrows-Ford     |        |                  |      |        |
| DNQ    | 21 | Keke Rosberg          | Fittipaldi-Ford |        |                  |      |        |
| WD     | 30 | Jochen Mass           | Arrows-Ford     |        | Piloto machucado |      |        |
| Fonte: |    |                       |                 |        |                  |      |        |

## Tabela do campeonato após a corrida
| Pos    | Piloto           | Pontos |
| ------ | ---------------- | ------ |
| 1      | Alan Jones       | 47     |
| 2      | Nelson Piquet    | 45     |
| 3      | Carlos Reutemann | 33     |
| 4      | Jacques Laffite  | 32     |
| 5      | René Arnoux      | 29     |
| Fonte: |                  |        |

| Pos    | Equipe        | Pontos |
| ------ | ------------- | ------ |
| 1      | Williams-Ford | 80     |
| 2      | Ligier-Ford   | 55     |
| 3      | Brabham-Ford  | 45     |
| 4      | Renault       | 38     |
| 5      | Tyrrell-Ford  | 12     |
| Fonte: |               |        |

- Nota: Somente as primeiras cinco posições estão listadas. As quatorze etapas de 1980 foram divididas em dois blocos de sete e neles cada piloto podia computar cinco resultados válidos não havendo descartes no mundial de construtores.